# Сетевой этикет
Сетево́й этике́т, сетике́т, нетике́т (от англ. net «сеть» + фр. etiquette «этикет») — неологизм правил поведения, общения в Сети, традиции и культуры интернет-сообщества, которых придерживается большинство.
Некоторые из правил сетевого этикета присутствуют в RFC 1855 (английский вариант). Правила этикета не являются всеобщими и жёстко установленными — в разных сообществах они могут значительно различаться. Так как основная цель этикета состоит в том, чтобы не затруднять общение в сообществе, правила могут устанавливаться исходя из целей сообщества, принятого стиля общения, технических ограничений, и так далее. Некоторые правила записаны, и даже оформляются в виде формального устава, а иногда и просто в виде списка, другие правила нигде не записаны, но известны большинству членов сообщества и соблюдаются ими.
Чаще всего под явным нарушением этикета понимают оскорбления и переход на личности, злонамеренный отход от темы (оффтопик), рекламу и саморекламу в не предназначенных для этого местах. Также вполне вероятно нарушением этикета могут оказаться клевета и иная злонамеренная дезинформация (обман) или плагиат.
В целом положения (рекомендации) этикета можно разделить на три категории:
- психологические, эмоциональные — обращаться на «ты» или на «вы», использовать ли смайлики и в каком количестве, указывать ли код города в телефонах, поддерживать новичков или игнорировать их вопросы, или посылать их сразу в FAQ, поиск и так далее.
- технические, оформительские — использование строк определённой длины, использование транслита, ограничения на размер сообщения или подписи, допустимость расширенного форматирования (выделение жирным, курсивом, цветом, фоном, рамками и тому подобное), допустимость написания сообщений с заглавными буквами и так далее.
- административные — правила именования (заголовки) тем, правила цитирования, допустимость рекламы, допустимость флейма, собственно необходимость придерживаться тематики сообщества и так далее.

Люди, привыкшие к правилам одного сетевого сообщества, могут невольно нарушить правила другого. Поэтому практически во всех интернет-сообществах требуют ознакомиться с правилами и выразить своё формальное согласие их соблюдения.

## Хороший тон
Перечисленные ниже правила, конечно, не обязательны для всех сообществ. В некоторых случаях их выполнение невозможно или даже нежелательно, но такие случаи обычно редки.

### Изучение традиций
Перед тем, как становиться активным участником сетевого сообщества, желательно в течение определённого времени посещать его, оставляя минимум собственных комментариев, чтобы привыкнуть к правилам сообщества, а также узнать о некоторых его традициях. Исключение составляют ресурсы, не предполагающие длительного участия в их жизни, либо построенные по схеме «вопрос-ответ».

### Поиск
Прежде чем задать вопрос, воспользуйтесь поиском — может быть, этот вопрос уже задавали и на него дан ответ. На уместное поднятие старой темы реакция обычно благосклонная, в то время как возобновление темы сначала обычно не приветствуется. Очень помогает, когда тем за тысячу и формулируется то же значение различными словосочетаниями.

### Оформление сообщений
Старайтесь делать свои записи удобочитаемыми. Если запись трудно прочитать, её скорее всего либо проигнорируют, либо отнесутся к ней отрицательно.
Например, не стоит без необходимости писать на транслите или заменять буквы похожими символами.
Не следует также набирать целые слова прописными или заглавными буквами (тем более — чередовать регистр), а также ставить большое количество знаков препинания и смайликов подряд.
Длинный текст должен быть разделён на абзацы.
Несоблюдение языковых норм также часто приводит к предвзятому отношению.
Не следует использовать не принятый в сообществе сленг и вставлять в текст иностранные слова, что вносит неудобство для читателей и может ввести их в заблуждение, и вызвать непонимание того, о чём идёт речь в сообщении.

### Сокращение части сообщения
Чаще всего функция обрезки сообщения (так называемый «кат», от англ. cut — обрезать) применяется в блогах, где записи, которые могут иметь достаточно большую длину, выстраиваются в один ряд на главной странице, и там должно отображаться лишь краткое содержание темы, которую можно увидеть полностью, если перейти по ссылке. Желательно также скрывать большие файлы, к примеру, изображений, которые могут загружаться достаточно долго (естественно, загружаться файл должен только после того, как посетитель изъявит желание его увидеть), а также содержимое, которое некоторые посетители не хотели бы видеть на странице.

## По-разному

### Обращение на «ты» или «вы»
В большинстве сетевых сообществ принято обращение по умолчанию на «ты», а другое местоимение нежелательно. Например, почти весь русскоязычный Фидонет использует обращение на «ты».

## Моветон
Так же, как и правила хорошего тона, перечисленные ниже ситуации считаются неприемлемыми в большинстве сообществ. Существуют ресурсы, для которых нижестоящие явления в порядке вещей, или даже ресурсы, созданные для них. Но если нет явного разрешения на подобное поведение, от него лучше воздержаться. Тем более, что собеседник, при наличии данных, во многих странах может обратиться в правоохранительные органы с заявлениям о нарушении законодательства, поскольку моветон переходит в явные унижения, оскорбления и даже угрозы.

### Привлечение к себе внимания
Во многих сообществах не поощряется написание сообщений, имеющих единственную цель — привлечение внимания к своей персоне. Распространённая ошибка новичков: написание сразу после регистрации «приветствия», не имеющего никакой смысловой нагрузки (если только не в специально предназначенном для этого разделе). Большое количество подобных сообщений способствует развитию флуда. Другой пример — так называемые «бампы» (bump), или «апы» (up) — сообщения для поднятия темы в форумах или имиджбордах, где они часто сортируются по дате последней записи. И если на имиджбордах — это порой единственное средство борьбы с вайпом (разновидность флуда, из-за которого темы теряются в потоке бессмысленных тем), то на форумах подобные сообщения часто являются попыткой привлечения внимания к неинтересной для других участников теме, и поэтому часто накладываются ограничения на поднятие темы вплоть до полного запрета.

### Игнорирование
Дурным тоном считается игнорирование корректного вопроса (кроме явного троллинга или оскорбления).

### Некорректный ответ
На вопрос (например, «Как пройти в библиотеку?») должен быть дан корректный информативный ответ.
Корректным ответом может быть описание пути от указанной точки до места поиска, уведомление об отсутствии информации либо вежливое указание другого источника. Допускается уточняющий вопрос: «В какую именно библиотеку?».

### Флейм
Флейм (от англ. flame — «пламя») — это неожиданно возникшее бурное обсуждение, в развитии которого участники обычно забывают о первоначальной теме, переходят на личности и не могут остановиться. Шаблонно флеймы возникают спонтанно, развиваются очень быстро и заканчиваются лишь при вмешательстве модератора или администратора. Заканчивается же это, когда все участники окончательно устанут. Это тот самый вид спора, в котором истина не рождается — по окончании флейма все спорщики чувствуют себя неудобно и никакого конструктивного результата флейм не даёт.
Если случилось так, что вы стали невольным участником флейма, наиболее разумное поведение в этой ситуации — один раз максимально чётко, конструктивно и доброжелательно выразить свою позицию, и больше в дискуссию не вступать. Тогда она, скорее всего, затухнет сама. Если же вы будете пытаться доказать, что «вы не верблюд» — флейм будет становиться только жарче, и ваше положение, и имидж будут лишь ухудшаться.

### Флуд
Флуд (от англ. flood — наводнение, читается «флад», однако в русскоязычном сегменте Интернета устоялось произношение «флуд») — это сообщения в интернет-форумах и чатах, не несущие никакой полезной информации. Флуд распространяется как от нечего делать, так и с целью троллинга, например, из желания кому-то досадить.
Технический флуд представляет собой хакерскую атаку с большим количеством запросов, приводящую к отказу в обслуживании (DDoS-атака).

### Спам
Спам (от англ. spam) — сообщения, присылаемые вам от неизвестных людей или организаций, которым вы не давали на это разрешения. Наиболее часто термин «спам» употребляется в смысле «почтовый спам» — рассылка электронных писем, содержащих рекламу. Спам в различных сообществах можно рассматривать как разновидность оффтопика, содержащего сообщения рекламного характера. К спамерам часто применяются более жёсткие меры, чем к пишущим оффтопик. Рассылаться спам может как вручную, так и с помощью ботов. В первом случае сообщения должен удалять модератор, а во втором помогает капча.

### Оффтоп
Оффто́п, иначе оффто́пик или просто офф или офто́п (от англ. off topic букв. «вне темы»), иногда сокращается как OT — сетевое сообщение, выходящее за рамки заранее установленной темы общения. Например, запись на веб-форуме, не соответствующая либо общему направлению форума, либо той теме, в рамках которой запись оставлена.
Иногда в сетевом общении используют антоним слова оффтопик — онтопик, онтоп, означающее следование заранее заданной теме.
Ещё до распространения интернет-форумов понятие оффтопика стало широко применяться в эхоконференциях сети фидонет. Также, как правило, недопустимым является оффтопик в почтовых рассылках и группах новостей Usenet.
Оффтопик рассматривается как нарушение сетевого этикета, поскольку размывает заранее объявленное ограничение темы общения, что затрудняет поиск информации пользователями форума, превращает его в информационную свалку. Как правило, за соблюдением сетевой этики в форумах и других аналогичных сетевых сообществах следят модераторы.
Как оффтопик в форумах может также рассматриваться создание новой темы («топика») форума в неподходящем для этого подразделе. Иногда в форумах вводят специальные разделы «для флуда и оффтопа» для обсуждения не имеющих отношения к теме форума вопросов и просто для развлечения.
Наиболее неодобряемой формой оффтопика являются рекламные сообщения (см. также спам).

#### С точки зрения социологии
Хотя оффтопик, наравне с бессодержательными сообщениями (см. флуд), способствует засорению форума или иной площадки для интернет-общения, однако заведующий лабораторией в ИСЭПН РАН, доктор философских наук Валерий Валентинович Пациорковский видит положительную сторону оффтопика в сообществе в том, что он даёт для пользователя форума возможность разрядки «путём отсылки сообщения, возможно и далекого от интересов сообщества, но важного на данный момент для него лично».
В свою очередь Питер Коллок (англ. Peter Kollock) и Марк Смит (англ. Marc Smith) из Калифорнийского университета рассматривают необходимость следовать заданной теме при интернет-общении внутри большой группы в терминах социальной дилеммы, наподобие дилеммы заключённого — каждый отдельный индивидуум выигрывает, действуя эгоистически, однако в случае, если каждый выберет эгоистическую альтернативу, то есть будет заниматься оффтопиком, проигрывает вся группа — содержательное общение в интернет-группе станет невозможным.

### Хотлинкинг
Хотлинк (англ. hotlink) — включение в веб-страницу файлов-изображений или других ресурсов с чужого сервера. Этот приём используется недобросовестными вебмастерами, которые заставляют браузер посетителя загружать картинки с чужого сервера. Тем самым расходуются чужие ресурсы и трафик. Однако существуют специальные ресурсы для публикации изображений на других сайтах — они генерируют специальный код для размещения миниатюры изображения, которая является гиперссылкой на страницу, где кроме самого изображения присутствует, в том числе, реклама. В этом случае нежелательно пользоваться способом публикации, отличным от публикации этого кода — иногда подобные случаи отслеживаются и обращения блокируются.

### Оверквотинг
Оверквотинг (англ. overquoting) — избыточное цитирование; особенно неоправданные вложенные цитаты.